# Erocha semiviridis
Erocha semiviridis är en fjärilsart som beskrevs av Druce 1903. Erocha semiviridis ingår i släktet Erocha och familjen nattflyn. Inga underarter finns listade i Catalogue of Life.